# Иван Кинов
Иван Атанасов Кинов е съветски и български военен и политически деец, генерал-полковник, професор, началник Щаба на войската от 15 декември 1944 до 29 октомври 1949 г.

## Биография
Иван Кинов е роден на 8 май 1893 г. с. Лютиброд, Врачанско. Завършва гимназия във Враца. Член на БРСДП (т.с.) от 1911 г. Участва във войните за национално обединение (1912 – 1913) като редник в 15-а пионерна дружина и Първата световна война (1915 – 1918). След Междусъюзническата война се записва да учи в Юридическия факултет на Софийския университет, но не завършва. През 1916 г. влиза в Школата за запасни офицери в Скопие. Взема участие в Септемврийското въстание (1923), след което емигрира в Югославия.
През 1924 г. се завръща в България и работи като нелегален функционер на комунистическата партия. През ноември 1925 г. емигрира в СССР, където служи в Червената армия. Завършва военната академия „Михаил Фрунзе“ (1929) под името Иван Черкезов. След това става началник-щаб на полк, командир на полк и началник-щаб на дивизия. През 1938 г. завършва Висшата военна академия на Генералния щаб на Съветската армия. След това е старши преподавател по история на военното изкуство в академията Фрунзе.
Участва в отбраната на Москва през Втората световна война (1941) и действията на Северния фронт. Завръща се в България на 8 септември 1944 г. с частите на трети украински фронт. На същия ден е определен за помощник-началник на Военноучебните заведения
На 15 декември 1944 година, след неуспешния опит на военния министър Дамян Велчев да защити военните от закона за Народния съд, комунистите установяват контрол над ключови постове в армията и Кинов е назначен за началник на Генералния щаб. Той остава на този пост по време на войната срещу Германия (1944 – 1945) и до 1949 година. Иван Кинов е част от българската делегация на Парада на победата на СССР над Третия райх в Москва, проведен на 24 юни 1945 г. На 3 февруари 1947 г. до 10 декември 1949 г. е заместник-министър на войната.
На 28 декември 1949 г. се уволнява по собствено желание, считано от 29 октомври. Кинов е отстранен от ръководните си постове по време на кампанията срещу Трайчо Костов в края на 1949 и началото на 1950 година. От февруари 1950 до май 1951 г. е председател на Върховния съвет на Народния съюз на спорта и техниката и председател на ДОСО. На 6 май 1951 г. отново влиза в редиците на българската армия. Началник на Военна академия „Георги Раковски“ (16 май 1951 – 31 март 1954). От ноември 1953 г. е професор по военно изкуство. От март 1954 г. е заместник-министър по бойната подготовка. Първи заместник-министър на народната отбрана е (26 март 1954 – 1960). През 1956 г. е определен за ръководител на българската част на постоянната комисия за координиране и развитие на специалната промишленост на страните членки на СИВ. Уволнява се от армията на 21 април 1960. От май 1960 до октомври 1963 г. е посланик на България в Румъния. В периода 1945 – 1962 е член на ЦК на БКП.
Награден е с орден „За храброст“, IV ст., народен орден „За военна заслуга“, II ст. с военно отличие, орден „9 септември 1944“, II ст. с мечове, орден „Народна свобода 1941 – 1944“, I ст., Орден „Георги Димитров“ (1955, 1959, 1963 и 1964) и Званието Герой на социалистическия труд (1964), орден „Кутузов“ 1 ст. (СССР, 1945)

## Военни звания
- офицерски кандидат – 1916
- поручик – 1917
- генерал-майор – 1 ноември 1944
- генерал-лейтенант – 5 май 1945
- генерал-полковник – 22 септември 1954

## Произведения
Проф. Иван Кинов е автор на военно-теоретически и военно-исторически трудове, сред които:
- Военната академия на Червената армия „М. В. Фрунзе“, 1946
- Марксистко-ленинското учение за войната и армията, 1958
- Кратка история на военното изкуство, в 2 тома, Държавно военно издателство, София, 1960
- Въоръжената борба на българския народ срещу османското господство, (съавтор), Държавно военно изд., София, 1961
- Коалиционни войни, Държавно военно издателство., София, 1970